# Ludwig Emil Grimm
Pour les articles homonymes, voir Grimm.
Ludwig Emil Grimm (né le 14 mars 1790, mort le 4 avril 1863) est un peintre allemand, graveur et professeur d'art. Il avait pour frères Jacob et Wilhelm Grimm, les célèbres frères Grimm, pour qui il a illustré des recueils de contes.

## Biographie
Sixième de neuf enfants, il était le plus jeune frère des Frères Grimm. Il étudie auprès de Karl Hess à l'académie des arts de Munich. Ses frères prennent soin de lui quand leur père meurt en 1796. Il passe la plus grande partie de sa vie à Cassel.

## Ouvrages
- 1825 : La Petite Gardeuse d'oies

## Galerie

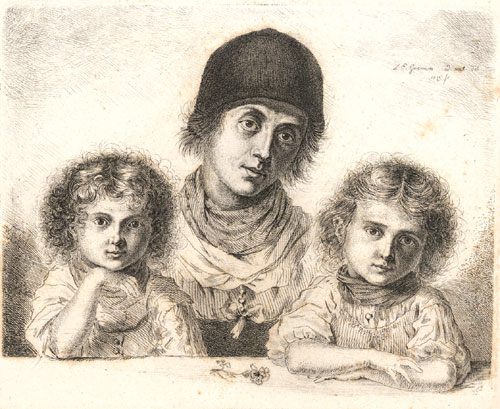
La femme d'Egern avec ses filles (1813).
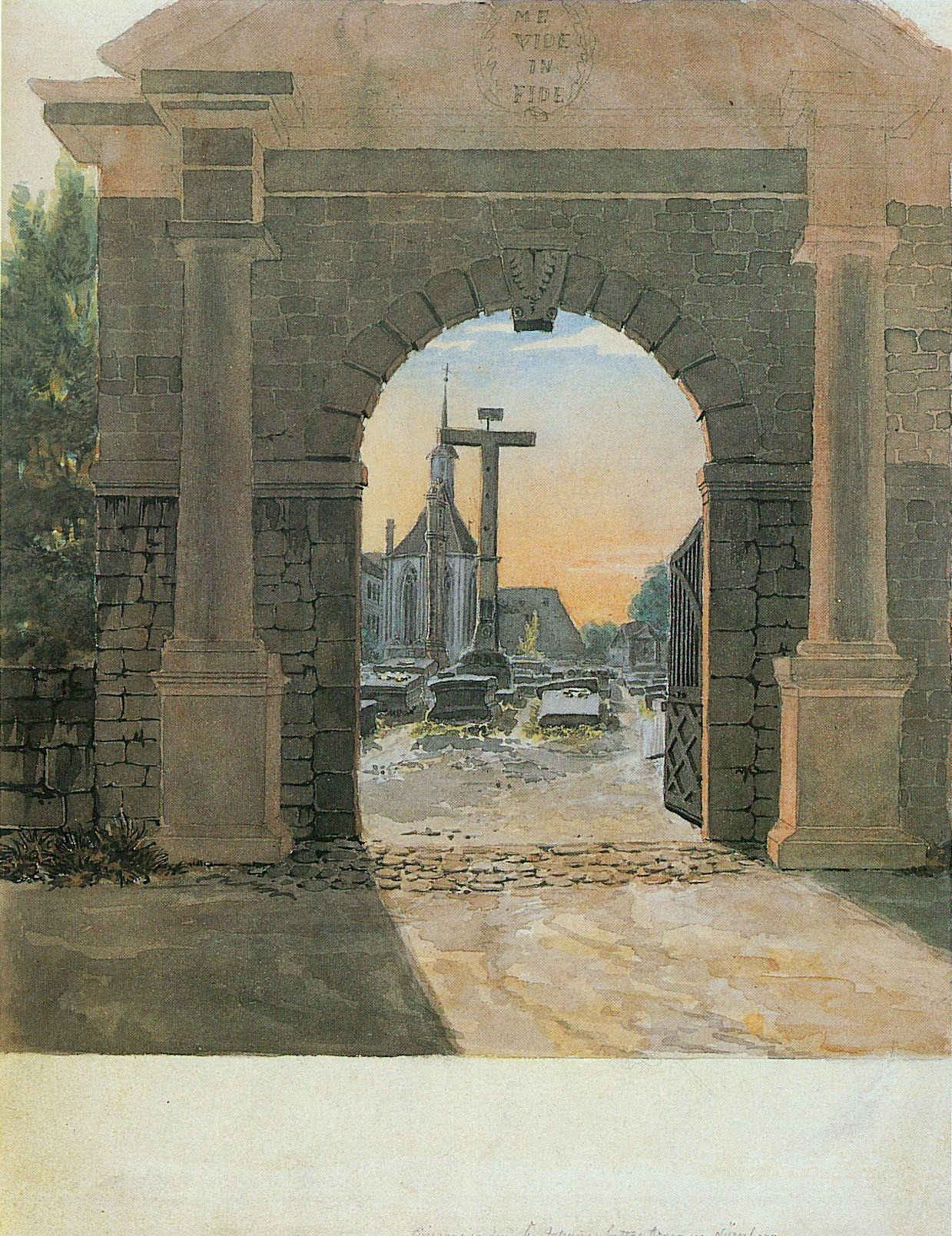
Johannisfriedhof à Nuremberg (1828).
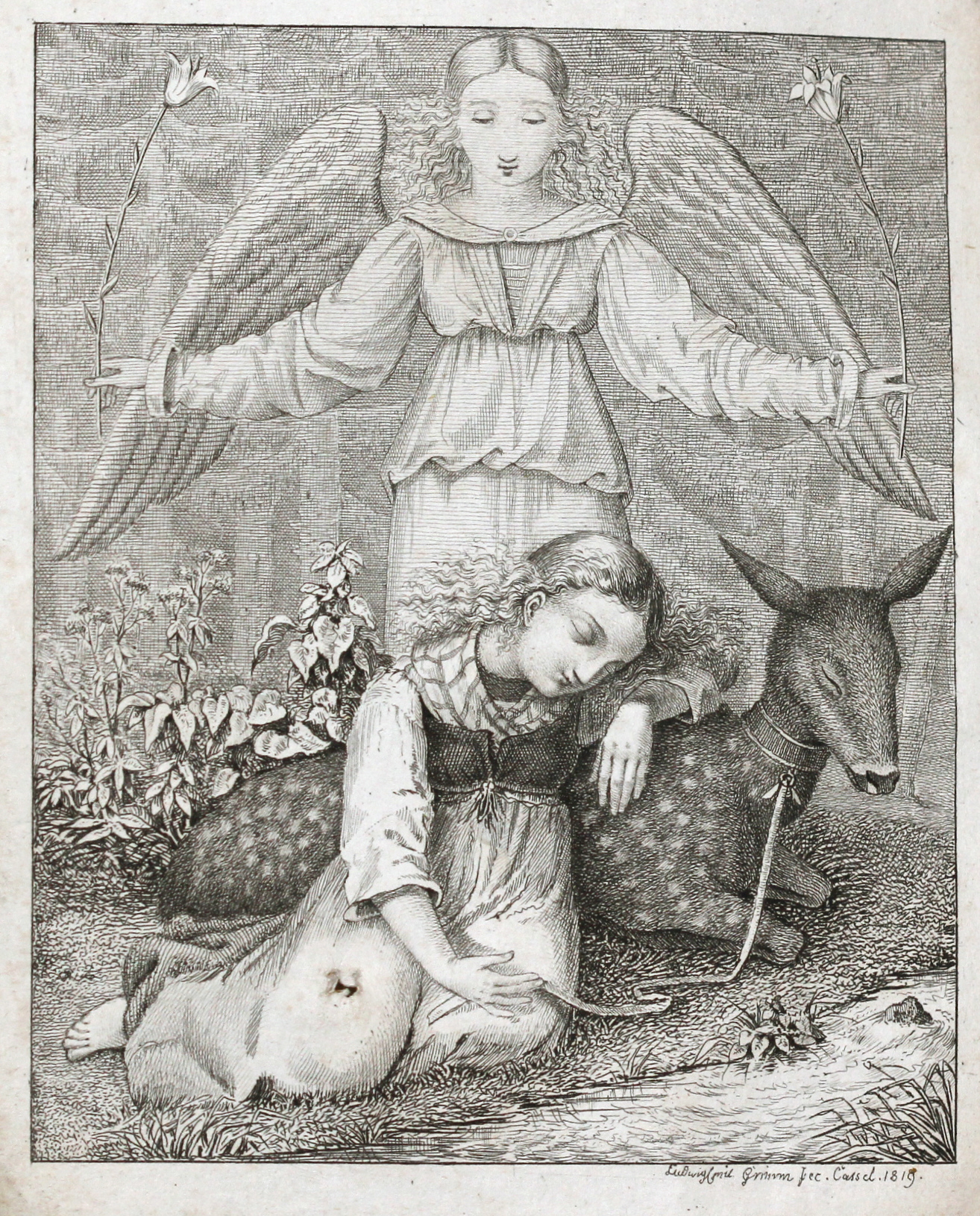
Illustration Grimm's Fairy Tales (1819).
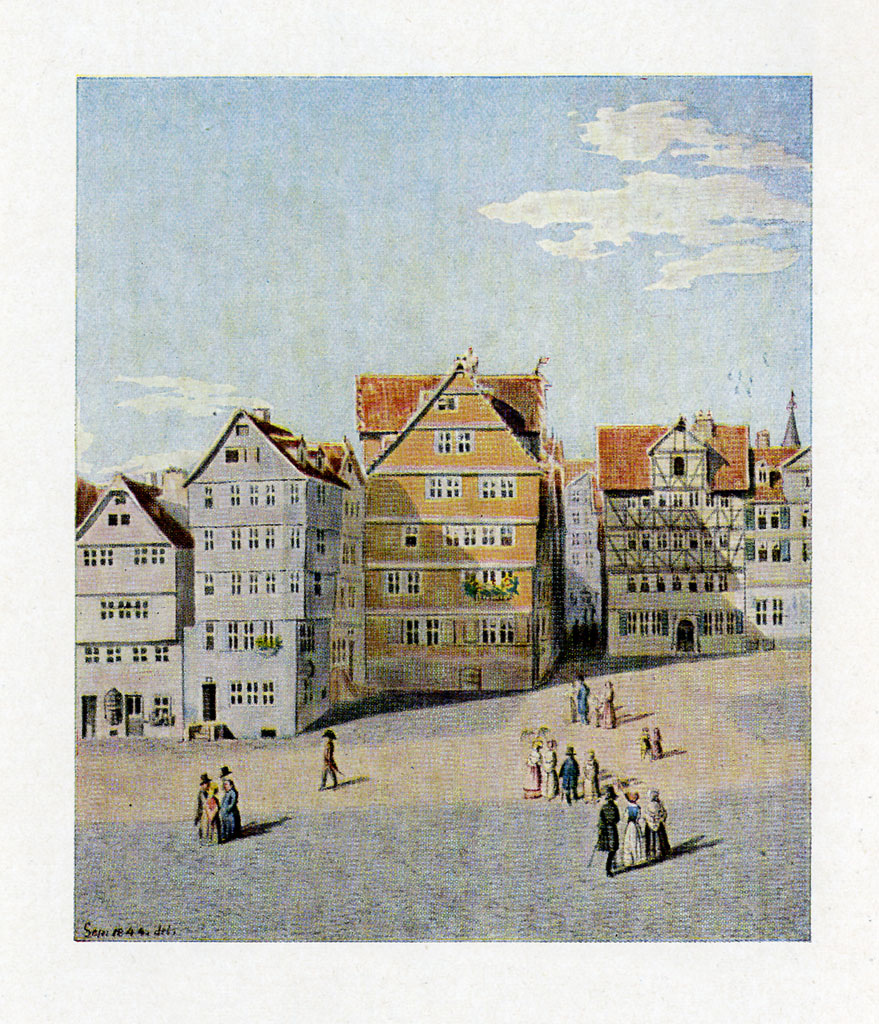
Marstaellerplatz à Cassel (1844).
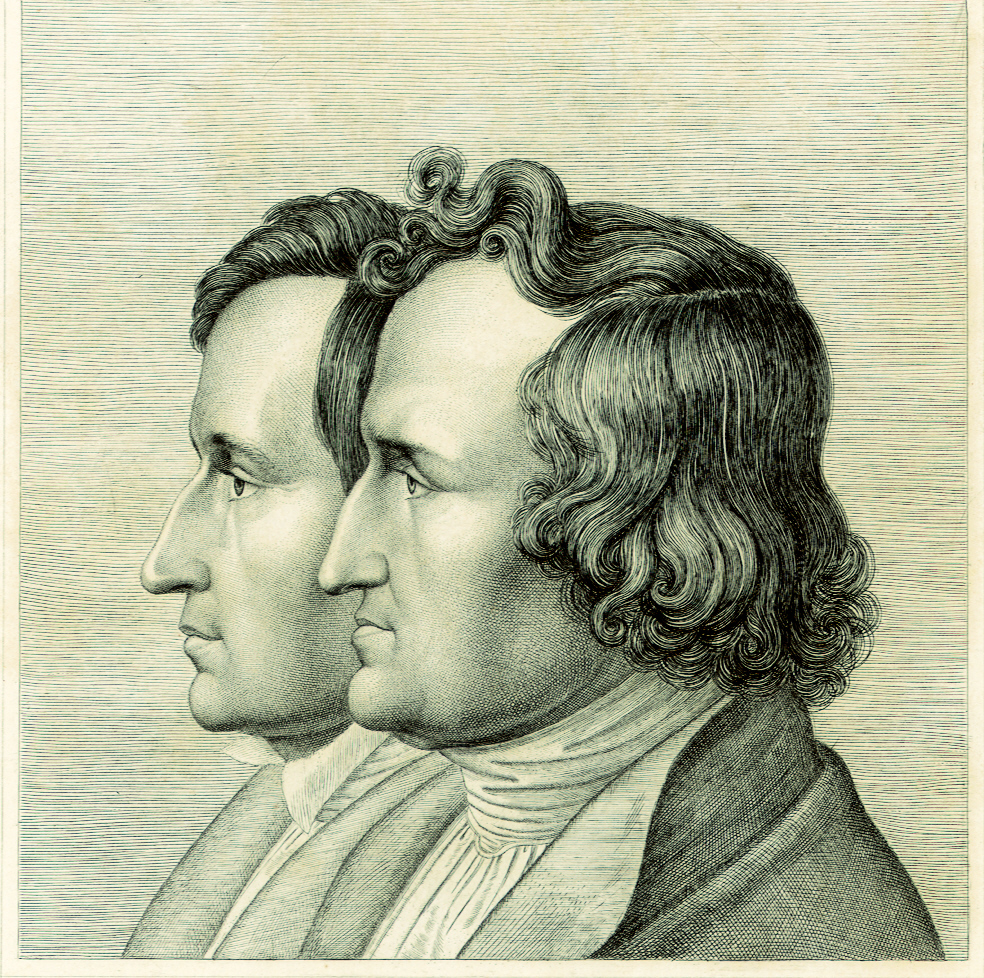
Double portrait de Jacob et Wilhelm (1843).